# 黑川想矢
黑川想矢（日语：／ Kurokawa Sōya，2009年12月5日—），是日本男演員（童星）。
黑川想矢隸屬於TACHI PRO, INC經紀公司，出生於日本埼玉縣。憑藉電影《怪物》獲得第66屆藍絲帶獎 的新人獎以及第47屆日本電影學院的新人演員獎。

## 出演作品

### 電視劇
- Tokyo Alien Bros. 第3話 - 第5話・最終話（2018年8月6日 - 20日・9月24日，日本電視台） - 涼太
- 女王偵訊室 第4話（2019年5月2日，朝日電視台） - 莊介（幼少期）
- 連續殺人鬼青蛙男 第3話・第7話（2020年1月24日・2月21日，關西電視台） - 有働真人
- 清子（2021年3月20日，NHK綜合台） - 黑木
- 劍樹抄～光圀公與我～（2021年11月5日 - 12月24日，NHK BS Premium） - 了助
- 世界奇妙物語 秋之特別篇2021「SKIP」（2021年11月6日，富士電視台） - 大倉幹夫（幼少期）
- 至愛之花（2023年10月12日 - 12月21日，富士電視台） - 穗積朔也
- 擅長捉弄人的高木同學（2024年3月27日 - 5月21日，TBS） - 主演・西片（與月島琉衣雙主演）
- 民王R 第5話（2024年11月19日，朝日電視台） - 萩原秋保
- 我推的孩子（2024年11月28日 - ，亞馬遜Prime Video） - 神木輝（少年期）
- 解謊偵探少女 第10話（2024年12月9日，富士電視台） - 嘉助
- 秘密〜THE TOP SECRET〜 第1話（2025年1月20日，關西電視台・富士電視台） - 平井学

### 電影
- 怪物（2023年6月2日） - 主演・麥野湊
- 我推的孩子 The Final Act（2024年12月20日） - 神木輝（少年期）

### 音樂錄影帶
- Vaundy 〈pained〉（2025年7月5日）

### 配音
- 飛鴨向前衝（2024年3月15日）- 達克斯·馬拉德

## 外部連結
- 官方网站
- 黑川想矢的Instagram帳戶